# Sébastien Squillaci
Sébastien Squillaci (pronunție în franceză [sebastjɛ̃ skilaˈsi]; n. 11 august 1980), este un fotbalist francez care evoluează la clubul Bastia în Ligue 1 pe poziția de fundaș.
În cariera sa el a mai jucat la echipe ca Sevilla, Arsenal, Lyon și Monaco.
Sébastien Squillaci  a debutat la echipa națională în august 2004, într-un meci amical contra Bosniei și Herțegovinei. El a participat cu echipa națională de fotbal a Franței la Euro 2008 și la Campionatul Mondial de Fotbal 2010.

## Statistici carieră

### Club
La 19 februarie 2014.. 
| Club           | Sezon        | Campionat | Campionat | Cupă    | Cupă   | Europa  | Europa | Total   | Total  |
| Club           | Sezon        | Meciuri   | Goluri    | Meciuri | Goluri | Meciuri | Goluri | Meciuri | Goluri |
| -------------- | ------------ | --------- | --------- | ------- | ------ | ------- | ------ | ------- | ------ |
| Toulon         | 1997–98      | 5         | 0         | 1       | 0      | —       | —      | 6       | 0      |
| Total          | Total        | 5         | 0         | 1       | 0      | 0       | 0      | 6       | 0      |
| Monaco B       | 1998–99      | 24        | 1         | 0       | 0      | —       | —      | 24      | 1      |
| Monaco B       | 1999–00      | 24        | 0         | 0       | 0      | —       | —      | 24      | 0      |
| Total          | Total        | 48        | 1         | 0       | 0      | 0       | 0      | 48      | 1      |
| Ajaccio (loan) | 2000–01      | 36        | 2         | 1       | 0      | —       | —      | 37      | 2      |
| Ajaccio (loan) | 2001–02      | 33        | 5         | 1       | 0      | —       | —      | 34      | 5      |
| Total          | Total        | 69        | 7         | 2       | 0      | 0       | 0      | 71      | 7      |
| Monaco         | 2002–03      | 35        | 2         | 5       | 1      | —       | —      | 40      | 3      |
| Monaco         | 2003–04      | 27        | 5         | 3       | 0      | 11      | 1      | 41      | 6      |
| Monaco         | 2004–05      | 28        | 2         | 2       | 0      | 6       | 0      | 36      | 2      |
| Monaco         | 2005–06      | 27        | 2         | 3       | 0      | 6       | 1      | 36      | 3      |
| Total          | Total        | 117       | 11        | 13      | 1      | 23      | 2      | 153     | 14     |
| Lyon           | 2006–07      | 28        | 3         | 4       | 0      | 5       | 0      | 37      | 3      |
| Lyon           | 2007–08      | 34        | 0         | 4       | 1      | 8       | 0      | 46      | 1      |
| Total          | Total        | 62        | 3         | 8       | 1      | 13      | 0      | 83      | 4      |
| Sevilla        | 2008–09      | 33        | 0         | 2       | 0      | 3       | 0      | 38      | 0      |
| Sevilla        | 2009–10      | 16        | 1         | 9       | 0      | 6       | 2      | 31      | 3      |
| Total          | Total        | 49        | 1         | 11      | 0      | 9       | 2      | 69      | 3      |
| Arsenal        | 2010–11      | 22        | 1         | 4       | 0      | 6       | 1      | 33      | 2      |
| Arsenal        | 2011–12      | 1         | 0         | 4       | 0      | 1       | 0      | 6       | 0      |
| Arsenal        | 2012–13      | 0         | 0         | 0       | 0      | 1       | 0      | 1       | 0      |
| Total          | Total        | 23        | 1         | 8       | 0      | 8       | 1      | 40      | 2      |
| Bastia         | 2013–14      | 22        | 2         | 3       | 0      | —       | —      | 25      | 2      |
| Total          | Total        | 22        | 2         | 3       | 0      | 0       | 0      | 25      | 2      |
| Career total   | Career total | 392       | 25        | 46      | 2      | 53      | 5      | 491     | 34     |

### Internațional
La 22 iunie 2010..
| Echipa | Sezon   | Meciuri | Goluri | Pase decisive |
| ------ | ------- | ------- | ------ | ------------- |
| Franța | 2004–05 | 8       | 0      | 0             |
| Franța | 2005–06 | 2       | 0      | 0             |
| Franța | 2006–07 | 1       | 0      | 0             |
| Franța | 2007–08 | 2       | 0      | 0             |
| Franța | 2008–09 | 3       | 0      | 0             |
| Franța | 2009–10 | 5       | 0      | 0             |
| Franța | 2010–11 | 0       | 0      | 0             |
| Total  | Total   | 21      | 0      | 0             |

## Meciuri internaționale
| #            | Data              | Stadion                                             | Oponent                | Rezultat    | Golul       | Competiția                                             |
| with Franța  | with Franța       | with Franța                                         | with Franța            | with Franța | with Franța | with Franța                                            |
| ------------ | ----------------- | --------------------------------------------------- | ---------------------- | ----------- | ----------- | ------------------------------------------------------ |
| 1.           | 18 august 2004    | Stade de la Route de Lorient, Rennes, Franța        | Bosnia și Herțegovina  | 1-1         | 0           | Meci amical                                            |
| 2.           | 4 septembrie 2004 | Stade de France, Saint-Denis, Franța                | Israel                 | 0–0         | 0           | Calificările pentru Campionatul Mondial de Fotbal 2006 |
| 3.           | 17 noiembrie 2004 | Tórsvøllur, Tórshavn, Faroe Islands                 | Insulele Feroe         | 0-2         | 0           | Calificările pentru Campionatul Mondial de Fotbal 2006 |
| 4.           | 9 octombrie 2004  | Stade de France, Saint-Denis, Franța                | Republica Irlanda      | 0-0         | 0           | Calificările pentru Campionatul Mondial de Fotbal 2006 |
| 5.           | 13 octombrie 2004 | GSP Stadium, Nicosia, Cyprus                        | Cipru                  | 0-2         | 0           | Calificările pentru Campionatul Mondial de Fotbal 2006 |
| 6.           | 17 noiembrie 2004 | Stade de France, Saint-Denis, Franța                | Polonia                | 0–0         | 0           | Meci amical                                            |
| 7.           | 9 februarie 2005  | Stade de France, Saint-Denis, Franța                | Suedia                 | 1-1         | 0           | Meci amical                                            |
| 8.           | 31 mai 2005       | Stade Saint-Symphorien, Metz, Franța                | Ungaria                | 2-1         | 0           | Meci amical                                            |
| 9.           | 17 august 2005    | Stade de la Mosson, Montpellier, Franța             | Coasta de Fildeș       | 3-0         | 0           | Meci amical                                            |
| 10.          | 3 septembrie 2005 | Stade Félix-Bollaert, Lens, Franța                  | Insulele Feroe         | 3–0         | 0           | Calificările pentru Campionatul Mondial de Fotbal 2006 |
| 11.          | 7 februarie 2007  | Stade de France, Saint-Denis, Franța                | Argentina              | 0-1         | 0           | Meci amical                                            |
| 12.          | 16 noiembrie 2007 | Stade de France, Saint-Denis, Franța                | Maroc                  | 2–2         | 0           | Meci amical                                            |
| 13.          | 31 mai 2008       | Stadium Municipal, Toulouse, Franța                 | Paraguay               | 0-0         | 0           | Meci amical                                            |
| 14.          | 28 martie 2009    | S. Darius and S. Girėnas Stadium, Kaunas, Lithuania | Lituania               | 0-1         | 0           | Calificările pentru Campionatul Mondial de Fotbal 2010 |
| 15.          | 1 aprilie 2009    | Stade de France, Saint-Denis, Franța                | Lituania               | 1-0         | 0           | Calificările pentru Campionatul Mondial de Fotbal 2010 |
| 16.          | 2 iunie 2009      | Stade Geoffroy-Guichard, Saint-Étienne, Franța      | Nigeria                | 0-1         | 0           | Meci amical                                            |
| 17.          | 14 octombrie 2009 | Stade de France, Saint-Denis, Franța                | Austria                | 3-1         | 0           | Calificările pentru Campionatul Mondial de Fotbal 2010 |
| 18.          | 18 noiembrie 2009 | Stade de France, Saint-Denis, Franța                | Republica Irlanda      | 1-1         | 0           | Calificările pentru Campionatul Mondial de Fotbal 2010 |
| 19.          | 26 mai 2010       | Stade Félix-Bollaert, Lens, Franța                  | Costa Rica             | 2-1         | 0           | Meci amical                                            |
| 20.          | 30 mai 2010       | Stade du 7 novembre, Radès, Tunisia                 | Tunisia                | 1-1         | 0           | Meci amical                                            |
| 21.          | 22 iunie 2010     | Free State Stadium, Bloemfontein, South Africa      | Africa de Sud          | 1-2         | 0           | Calificările pentru Campionatul Mondial de Fotbal 2010 |
| with Corsica |                   |                                                     |                        |             |             |                                                        |
| 1.           | 6 iunie 2009      | Stade Ange Casanova, Ajaccio, Corsica               | Congo                  | 1-1         | 0           | Meci amical                                            |
| 2.           | 31 mai 2011       | Stade François Coty, Ajaccio, Corsica               | Bulgaria               | 1-0         | 0           | Meci amical                                            |
| 3.           | 24 mai 2012       | Stade François Coty, Ajaccio, Corsica               | Squadra Internaziunale | 2-2         | 0           | Meci amical                                            |

## Palmares

### Club
Ajaccio
- Ligue 2 (1): 2001–02

Monaco
- Coupe de la Ligue (1): 2002–03

Lyon
- Ligue 1 (2): 2006–07, 2007–08
- Coupe de France (1): 2007–08
- Trophée des Champions (1): 2006

Sevilla
- Copa del Rey (1): 2009–10

### Individual
- UNFP Ligue 1 Echipa anului (1): 2003–04